# Copa del Generalísimo 1964/65
Die Copa del Generalísimo 1964/65 war die 61. Austragung des spanischen Fußballpokalwettbewerbes, der heute unter dem Namen Copa del Rey stattfindet.
Der Wettbewerb startete am 14. November 1964 und endete mit dem Finale am 4. Juli 1965 im Estadio Santiago Bernabéu (Madrid). Titelverteidiger des Pokalwettbewerbs war Real Saragossa. Den Titel spielten erneut die Finalisten des Vorjahres untereinander aus. Diesmal konnte jedoch Atlético Madrid durch einen 1:0-Finalsieg den Titel erringen und sich somit für die Finalniederlage im Vorjahr revanchieren.

## Erste Runde
Die Hinspiele wurden am 14. und 15. November 1964, die Rückspiele am 14. März 1965 ausgetragen.
|                   | Gesamt |                   | Hinspiel | Rückspiel |
| ----------------- | ------ | ----------------- | -------- | --------- |
| CD Abarán         | 3:9    | Real Santander    | 3:3      | 0:6       |
| Atlético Ceuta    | 3:6    | Real Sociedad     | 3:2      | 0:4       |
| FC Barakaldo      | 4:3    | FC Cádiz          | 4:1      | 0:2       |
| Burgos CF         | 10:4   | Melilla CF        | 5:0      | 5:4       |
| CF Calvo Sotelo   | 3:1    | CD Europa         | 2:1      | 1:0       |
| Celta Vigo        | 3:0    | Hércules Alicante | 2:0      | 1:0       |
| Real Gijón        | 8:3    | Real Valladolid   | 4:1      | 4:2       |
| FC Granada        | 6:2    | UP Langreo        | 6:1      | 0:1       |
| CD Málaga         | 0:2    | FC Pontevedra     | 0:1      | 0:1       |
| RCD Mallorca      | 3:0    | CD Sabadell       | 3:1      | 0:1       |
| CD Mestalla       | 6:2    | SD Indautxu       | 5:1      | 1:1       |
| CD Ourense        | 2:5    | Ontinyent CF      | 1:3      | 1:2       |
| CA Osasuna        | 2:1    | CD Constancia     | 2:1      | 0:0       |
| Real Unión Irún   | 4:1    | FC Algeciras      | 4:0      | 0:1       |
| Recreativo Huelva | 3:0    | CD Hospitalet     | 3:0      | 0:0       |
| CD Teneriffa      | 2:2    | FC Badalona       | 2:2      | 0:0       |

### Entscheidungsspiele
Die Spiele wurden am 1. und 6. April 1965 in Madrid ausgetragen.
|              | Ergebnis |             |
| ------------ | -------- | ----------- |
| CD Teneriffa | 2:2      | FC Badalona |
| CD Teneriffa | 4:0      | FC Badalona |

## Runde der letzten 32
Die Hinspiele wurden am 24. und 25. April, die Rückspiele am 15., 16. und 18. Mai 1965 ausgetragen.
|                   | Gesamt |                     | Hinspiel | Rückspiel |
| ----------------- | ------ | ------------------- | -------- | --------- |
| FC Barakaldo      | 5:6    | Levante UD          | 3:1      | 2:5       |
| Betis Sevilla     | 1:4    | Real Sociedad       | 1:2      | 0:2       |
| Burgos CF         | 2:3    | FC Córdoba          | 1:0      | 1:3       |
| Real Gijón        | 3:3    | RCD Español         | 3:1      | 0:2       |
| FC Granada        | 1:2    | Deportivo La Coruña | 1:2      | 0:0       |
| Recreativo Huelva | 1:3    | Atlético Bilbao     | 1:0      | 0:3       |
| UD Las Palmas     | 2:2    | CD Teneriffa        | 2:0      | 0:2       |
| RCD Mallorca      | 3:0    | FC Sevilla          | 1:0      | 2:0       |
| CD Mestalla       | 2:7    | Real Madrid         | 2:1      | 0:6       |
| Real Murcia       | 4:3    | CF Calvo Sotelo     | 3:1      | 1:2       |
| Ontinyent CF      | 1:6    | Atlético Madrid     | 0:1      | 1:5       |
| CA Osasuna        | 4:2    | Real Oviedo         | 3:1      | 1:1       |
| FC Pontevedra     | 2:1    | FC Elche            | 0:0      | 2:1       |
| Real Santander    | 1:8    | CF Barcelona        | 1:4      | 0:4       |
| FC Valencia       | 2:0    | Celta Vigo          | 1:0      | 1:0       |
| Real Saragossa    | 9:1    | Real Unión Irún     | 5:1      | 4:0       |

### Entscheidungsspiele
|               | Ergebnis |              |
| ------------- | -------- | ------------ |
| Real Gijón    | 13:3 1   | RCD Español  |
| Real Gijón    | 22:1 2   | RCD Español  |
| UD Las Palmas | 30:0 3   | CD Teneriffa |
| UD Las Palmas | 41:0 4   | CD Teneriffa |

## Achtelfinale
Die Hinspiele wurden am 22. und 23. Mai, die Rückspiele am 30. Mai 1965 ausgetragen.
|                     | Gesamt |                 | Hinspiel | Rückspiel |
| ------------------- | ------ | --------------- | -------- | --------- |
| Atlético Bilbao     | 4:3    | UD Las Palmas   | 2:2      | 2:1       |
| CF Barcelona        | 4:2    | Real Murcia     | 4:1      | 0:1       |
| Deportivo La Coruña | 1:2    | Real Gijón      | 0:2      | 1:0       |
| Real Madrid         | 1:4    | Atlético Madrid | 1:0      | 0:4       |
| RCD Mallorca        | 0:2    | FC Pontevedra   | 0:0      | 0:2       |
| CA Osasuna          | 2:5    | Real Sociedad   | 2:1      | 0:4       |
| FC Valencia         | 2:1    | FC Córdoba      | 2:1      | 0:0       |
| Real Saragossa      | 9:5    | Levante UD      | 7:2      | 2:3       |

## Viertelfinale
Die Hinspiele wurden am 6. Juni, die Rückspiele am 12. und 13. Juni 1965 ausgetragen.
|                | Gesamt |                 | Hinspiel | Rückspiel |
| -------------- | ------ | --------------- | -------- | --------- |
| FC Pontevedra  | 0:4    | Atlético Bilbao | 0:3      | 0:1       |
| Real Sociedad  | 3:2    | Real Gijón      | 3:2      | 0:0       |
| FC Valencia    | 0:3    | Atlético Madrid | 0:1      | 0:2       |
| Real Saragossa | 7:4    | CF Barcelona    | 6:4      | 1:0       |

## Halbfinale
Die Hinspiele wurden am 20. Juni, die Rückspiele am 27. Juni 1965 ausgetragen.
|                 | Gesamt |                 | Hinspiel | Rückspiel |
| --------------- | ------ | --------------- | -------- | --------- |
| Atlético Madrid | 11:40  | Real Sociedad   | 8:1      | 3:3       |
| Real Saragossa  | 7:2    | Atlético Bilbao | 5:0      | 2:2       |

## Finale
| Atlético Madrid                                    | Atlético Madrid | Real Saragossa | Real Saragossa |
| -------------------------------------------------- | --- | --- | -------------- |
| Atlético Madrid                                    | \| 4. Juli 1965 in Madrid (Estadio Santiago Bernabéu) \| \| Ergebnis: 1:0 (0:0) \| \| Zuschauer: 90.000 \| \| Schiedsrichter: Gaspar Pintado \|                                                                                     | \| 4. Juli 1965 in Madrid (Estadio Santiago Bernabéu) \| \| Ergebnis: 1:0 (0:0) \| \| Zuschauer: 90.000 \| \| Schiedsrichter: Gaspar Pintado \|                                                                             | Real Saragossa |
| Atlético Madrid                                    | Edgardo Madinabeytia – Feliciano Rivilla, Jorge Griffa, Isacio Calleja – Manuel Ruiz Sosa, Jesús Glaría – José Armando Ufarte, José Enrique Cardona, Jorge Mendonça, Adelardo, Enrique Collar Cheftrainer: Otto Bumbel ( Brasilien) | Enrique Yarza – Severino Reija, Francisco Santamaría, Juan Zubiaurre – Eduardo Endériz, José Luis Violeta – Canário, Eleuterio Santos, Marcelino, Juan Manuel Villa, Carlos Lapetra Cheftrainer: Roque Olsen ( Argentinien) | Real Saragossa |
| Atlético Madrid                                    | 1:0 José Enrique Cardona (65.) | | Real Saragossa |
| 4. Juli 1965 in Madrid (Estadio Santiago Bernabéu) | | |                |
| Ergebnis: 1:0 (0:0)                                | | |                |
| Zuschauer: 90.000                                  | | |                |
| Schiedsrichter: Gaspar Pintado                     | | |                |